# Into
Into es el cuarto álbum de la banda finlandesa The Rasmus. Fue el primer álbum de estudio que se publicó bajo el nombre "The Rasmus" (los anteriores fueron publicados con el nombre "Rasmus"). Fue lanzado originalmente el 29 de octubre de 2001 por Playground Music.
Este es el primer álbum de estudio con el nuevo baterista Aki Hakala, quien reemplazó a Janne Heiskanen en 1999. Los sencillos "FFF-Falling", "Chill" y "Madness" fueron publicados en 2001, mientras que "Heartbreaker/Days", fue lanzado en 2002. Por este hecho y el cambio de nombre, algunos fanes consideran este el primer álbum de "The Rasmus".
"Into" es la palabra finlandesa "entusiasmo". El álbum fue disco de oro en Finlandia y fue el primer álbum de The Rasmus en ser lanzado en otros países europeos como Francia y España. Ganaron cuatro EMMAS en 2002 (el equivalente en Finlandia de los premios Grammy) por Mejor Grupo, Mejor Álbum, Mejor Álbum Pop/Rock y Mejor Canción (por "FFF-Falling").
El 20 de febrero de 2007, el álbum (Special Edition) fue por primera vez publicado en EE. UU. por el sello discográfico DRT Entertainment.

## Estilo musical
Con Into, The Rasmus muestra un rock melódico con elementos góticos manejando el soft rock, el rock alternativo y el hard rock.

## Lista de canciones
Todas las canciones escritas y compuestas por The Rasmus, except where noted. 
| N.º | Título          | Duración |  |
| 1.  | «Madness»       | 3:12     |  |
| 2.  | «Bullet»        | 4:09     |  |
| 3.  | «Chill»         | 4:17     |  |
| 4.  | «F-F-F-Falling» | 3:52     |  |
| 5.  | «Heartbreaker»  | 3:40     |  |
| 6.  | «Smash»         | 3:43     |  |
| 7.  | «Someone Else»  | 4:28     |  |
| 8.  | «Small Town»    | 4:03     |  |
| 9.  | «One & Only»    | 3:50     |  |
| 10. | «Last Waltz»    | 4:38     |  |

## Edición especial
Una edición especial de Into en digipack fue lanzado el 5 de noviembre de 2003 por Playground Music Scandinavia/Edel Music. Contenía las diez canciones originales, más cuatro bonus tracks y el video de "FFF-Falling". Tenía un folleto de 24 páginas con fotos nuevas de la banda. Todo el álbum fue en blanco y negro, mientras que la versión original fue naranja.

## Sencillos
- El primer sencillo del álbum Into fue "FFF-Falling", lanzado el 2 de abril de 2001. Fue # 1 en Finlandia durante tres meses a principios de 2001.
- Su segundo sencillo (lanzado el 18 de junio de 2001) fue "Chill", una canción muy popular y uno de los favoritos para el cantante Lauri. Se alcanzó el puesto # 2 en Finlandia.
- Más tarde, dos singles más fueron lanzados:

"Madness"(3 de septiembre de 2001) y Heartbreaker/Days 11 de marzo de 2002), pero sin nuevos videos. "Heartbreaker" entró en las listas finlandesas en el # 2, pero subió al # 1 después de una semana.
- Algunos de los sencillos del álbum contenía temas no puestos que más tarde fueron publicados en (Special Edition) en 2003.

## Créditos
The Rasmus
- Lauri Ylönen - voz
- Pauli Rantasalmi - Guitarra
- Eero Heinonen - bajo
- Aki Hakala - batería

Personal adicional
- Ingeström Jorge - Cuerdas
- Martin Hansen y Mikael Nord - producción, grabación, programación, teclados y sonidos adicionales
- Allansson Leif - Mezcla
- Claes Persson - Dominar
- Walse Henrik - Diseño
- Jeanette Fredenburg y Tengroth Lars - Fotos

- Datos: Q975490